# Jodis sinuosaria
Jodis sinuosaria är en fjärilsart som beskrevs av John Henry Leech 1897. Jodis sinuosaria ingår i släktet Jodis och familjen mätare. Inga underarter finns listade i Catalogue of Life.